# 미얀마의 항의행동 목록
다음은 미얀마의 항의행동 목록이다.
- 8888 항쟁
- 사프란 혁명 (2007년 미얀마 반정부 시위)
- 미얀마 시위 (2021년–현재)

| Disambiguation icon | 이 문서는 명칭이 같고 같은 종류에 속하는 여러 대상을 연결하는 색인 문서입니다. |